# Lê Tấn Tài
Lê Tấn Tài (né le 4 janvier 1984 à Ninh Hòa au Viêt Nam) est un footballeur international vietnamien, qui évoluait au poste de milieu de terrain.

## Biographie

### Carrière en sélection
Lê Tấn Tài reçoit 64 sélections en équipe du Viêt Nam entre 2006 et 2014, inscrivant trois buts.
Il participe avec cette équipe à la Coupe d'Asie des nations 2007. Lors de cette compétition, il joue quatre matchs. Le Viêt Nam atteint les quarts de finale de cette compétition, en étant battu par l'Irak.
Il dispute également les éliminatoires du mondial 2010 et les éliminatoires du mondial 2014.

## Palmarès

### En club
| - Championnat du Viêt Nam (2) - Champion : 2014 et 2015. - Coupe du Viêt Nam (3) : - Vainqueur : 2015, 2018 et 2020. |  | - Supercoupe du Viêt Nam (3) : - Vainqueur : 2014, 2015 et 2020. - Championnat du Mékong des clubs (1) : - Vainqueur : 2014. |